# Meydandüzü, Erbaa
Meydandüzü là một xã thuộc huyện Erbaa, tỉnh Tokat, Thổ Nhĩ Kỳ. Dân số thời điểm năm 2011 là 48 người.